# Samuel Caballero
Jorge Samuel Caballero (Puerto Lempira, 24 dicembre 1974) è un ex calciatore honduregno, di ruolo difensore
Attualmente è il presidente della squadra di calcio honduregna del Deportes Savio.

## Carriera
Inizia a giocare in patria tra le file dell'Olimpia di Tegucigalpa, per poi essere acquistato nel 2001 dall'Udinese. Con la squadra friulana disputa i campionati di Serie A 2001-02 e 2002-03. Nell'estate 2003 viene ceduto alla Salernitana in Serie B. Con i campani disputa solo due partite di Coppa Italia e nessuna di campionato.

## Statistiche

### Cronologia presenze e reti in nazionale
| Cronologia completa delle presenze e delle reti in nazionale ― Honduras | Cronologia completa delle presenze e delle reti in nazionale ― Honduras | Cronologia completa delle presenze e delle reti in nazionale ― Honduras | Cronologia completa delle presenze e delle reti in nazionale ― Honduras | Cronologia completa delle presenze e delle reti in nazionale ― Honduras | Cronologia completa delle presenze e delle reti in nazionale ― Honduras | Cronologia completa delle presenze e delle reti in nazionale ― Honduras | Cronologia completa delle presenze e delle reti in nazionale ― Honduras |
| Data                                                                    | Città                                                                   | In casa                                                                 | Risultato                                                               | Ospiti                                                                  | Competizione                                                            | Reti                                                                    | Note                                                                    |
| ----------------------------------------------------------------------- | ----------------------------------------------------------------------- | ----------------------------------------------------------------------- | ----------------------------------------------------------------------- | ----------------------------------------------------------------------- | ----------------------------------------------------------------------- | ----------------------------------------------------------------------- | ----------------------------------------------------------------------- |
| 21-1-1998                                                               | Nicoya                                                                  | Costa Rica                                                              | 1 – 4                                                                   | Honduras                                                                | Amichevole                                                              | -                                                                       |                                                                         |
| 29-1-1998                                                               | San Salvador                                                            | El Salvador                                                             | 1 – 1                                                                   | Honduras                                                                | Amichevole                                                              | -                                                                       | Ammonizione                                                             |
| 1-2-1998                                                                | Oakland                                                                 | Honduras                                                                | 1 – 3                                                                   | Trinidad e Tobago                                                       | Gold Cup 1998 - 1º turno                                                | -                                                                       |                                                                         |
| 7-2-1998                                                                | Oakland                                                                 | Messico                                                                 | 2 – 0                                                                   | Honduras                                                                | Gold Cup 1998 - 1º turno                                                | -                                                                       |                                                                         |
| 17-11-1998                                                              | Los Angeles                                                             | Guatemala                                                               | 3 – 3 dts (5 - 4 dtr)                                                   | Honduras                                                                | Hurricane Relief Tournament - Semifinale                                | -                                                                       |                                                                         |
| 18-11-1998                                                              | Los Angeles                                                             | Honduras                                                                | 2 – 1                                                                   | El Salvador                                                             | Hurricane Relief Tournament - Finale 3º posto                           | -                                                                       |                                                                         |
| 19-3-1999                                                               | San José                                                                | Honduras                                                                | 5 – 1                                                                   | Belize                                                                  | Coppa delle nazioni UNCAF 1999 - 1º turno                               | 1                                                                       |                                                                         |
| 21-3-1999                                                               | San José                                                                | Costa Rica                                                              | 0 – 1                                                                   | Honduras                                                                | Coppa delle nazioni UNCAF 1999 - 1º turno                               | -                                                                       | Ammonizione                                                             |
| 24-3-1999                                                               | San José                                                                | Honduras                                                                | 3 – 1                                                                   | El Salvador                                                             | Coppa delle nazioni UNCAF 1999 - Girone finale                          | -                                                                       |                                                                         |
| 26-3-1999                                                               | San José                                                                | Costa Rica                                                              | 1 – 2                                                                   | Honduras                                                                | Coppa delle nazioni UNCAF 1999 - Girone finale                          | -                                                                       |                                                                         |
| 28-3-1999                                                               | San José                                                                | Honduras                                                                | 0 – 2                                                                   | Guatemala                                                               | Coppa delle nazioni UNCAF 1999 - Girone finale                          | -                                                                       |                                                                         |
| 21-5-1999                                                               | Miami                                                                   | Haiti                                                                   | 0 – 2                                                                   | Honduras                                                                | Amichevole                                                              | -                                                                       |                                                                         |
| 10-11-1999                                                              | Città del Guatemala                                                     | Guatemala                                                               | 1 – 1                                                                   | Honduras                                                                | Amichevole                                                              | -                                                                       |                                                                         |
| 17-11-1999                                                              | San Pedro Sula                                                          | Honduras                                                                | 3 – 2                                                                   | Trinidad e Tobago                                                       | Amichevole                                                              | -                                                                       |                                                                         |
| 1-12-1999                                                               | Lima                                                                    | Perù                                                                    | 0 – 0                                                                   | Honduras                                                                | Amichevole                                                              | -                                                                       |                                                                         |
| 15-12-1999                                                              | San Pedro Sula                                                          | Honduras                                                                | 7 – 1                                                                   | Zambia                                                                  | Amichevole                                                              | 2                                                                       |                                                                         |
| 29-12-1999                                                              | Alajuela                                                                | Costa Rica                                                              | 1 – 1                                                                   | Honduras                                                                | Amichevole                                                              | -                                                                       | Ammonizione                                                             |
| 27-1-2000                                                               | San Pedro Sula                                                          | Honduras                                                                | 1 – 1                                                                   | Ecuador                                                                 | Amichevole                                                              | -                                                                       |                                                                         |
| 9-2-2000                                                                | San Pedro Sula                                                          | Honduras                                                                | 5 – 1                                                                   | El Salvador                                                             | Amichevole                                                              | -                                                                       |                                                                         |
| 14-2-2000                                                               | Miami                                                                   | Giamaica                                                                | 0 – 2                                                                   | Honduras                                                                | Gold Cup 2000 - 1º turno                                                | 1                                                                       |                                                                         |
| 16-2-2000                                                               | Miami                                                                   | Honduras                                                                | 2 – 0                                                                   | Colombia                                                                | Gold Cup 2000 - 1º turno                                                | -                                                                       |                                                                         |
| 19-2-2000                                                               | Miami                                                                   | Honduras                                                                | 3 – 5                                                                   | Perù                                                                    | Gold Cup 2000 - Quarti di finale                                        | -                                                                       |                                                                         |
| 4-3-2000                                                                | San Pedro Sula                                                          | Honduras                                                                | 3 – 0                                                                   | Nicaragua                                                               | Qual. Mondiali 2002                                                     | -                                                                       |                                                                         |
| 8-3-2000                                                                | Quito                                                                   | Ecuador                                                                 | 1 – 3                                                                   | Honduras                                                                | Amichevole                                                              | -                                                                       |                                                                         |
| 22-3-2000                                                               | Santiago del Cile                                                       | Cile                                                                    | 5 – 2                                                                   | Honduras                                                                | Amichevole                                                              | -                                                                       |                                                                         |
| 2-4-2000                                                                | Panama                                                                  | Panama                                                                  | 1 – 0                                                                   | Honduras                                                                | Qual. Mondiali 2002                                                     | -                                                                       |                                                                         |
| 16-4-2000                                                               | Diriamba                                                                | Nicaragua                                                               | 0 – 1                                                                   | Honduras                                                                | Qual. Mondiali 2002                                                     | -                                                                       |                                                                         |
| 7-5-2000                                                                | Tegucigalpa                                                             | Honduras                                                                | 3 – 1                                                                   | Panama                                                                  | Qual. Mondiali 2002                                                     | -                                                                       |                                                                         |
| 3-6-2000                                                                | San Pedro Sula                                                          | Honduras                                                                | 4 – 0                                                                   | Haiti                                                                   | Qual. Mondiali 2002                                                     | 1                                                                       |                                                                         |
| 17-6-2000                                                               | Port-au-Prince                                                          | Haiti                                                                   | 1 – 3                                                                   | Honduras                                                                | Qual. Mondiali 2002                                                     | 1                                                                       |                                                                         |
| 16-7-2000                                                               | San Salvador                                                            | El Salvador                                                             | 2 – 5                                                                   | Honduras                                                                | Qual. Mondiali 2002                                                     | 1                                                                       |                                                                         |
| 23-7-2000                                                               | Kingston                                                                | Giamaica                                                                | 3 – 1                                                                   | Honduras                                                                | Qual. Mondiali 2002                                                     | -                                                                       |                                                                         |
| 16-8-2000                                                               | Tegucigalpa                                                             | Honduras                                                                | 6 – 0                                                                   | Saint Vincent e Grenadine                                               | Qual. Mondiali 2002                                                     | -                                                                       |                                                                         |
| 2-9-2000                                                                | San Pedro Sula                                                          | Honduras                                                                | 5 – 0                                                                   | El Salvador                                                             | Qual. Mondiali 2002                                                     | 1                                                                       |                                                                         |
| 8-10-2000                                                               | Tegucigalpa                                                             | Honduras                                                                | 1 – 0                                                                   | Giamaica                                                                | Qual. Mondiali 2002                                                     | -                                                                       |                                                                         |
| 14-11-2000                                                              | Kingstown                                                               | Saint Vincent e Grenadine                                               | 0 – 7                                                                   | Honduras                                                                | Qual. Mondiali 2002                                                     | 1                                                                       |                                                                         |
| 28-2-2001                                                               | San Juan                                                                | Costa Rica                                                              | 2 – 2                                                                   | Honduras                                                                | Qual. Mondiali 2002                                                     | -                                                                       |                                                                         |
| 7-3-2001                                                                | Miami                                                                   | Perù                                                                    | 0 – 0                                                                   | Honduras                                                                | Amichevole                                                              | -                                                                       |                                                                         |
| 22-3-2001                                                               | San Pedro Sula                                                          | Honduras                                                                | 3 – 1                                                                   | Cile                                                                    | Amichevole                                                              | -                                                                       |                                                                         |
| 28-3-2001                                                               | San Pedro Sula                                                          | Honduras                                                                | 1 – 2                                                                   | Stati Uniti                                                             | Qual. Mondiali 2002                                                     | -                                                                       |                                                                         |
| 25-4-2001                                                               | Kingston                                                                | Giamaica                                                                | 1 – 1                                                                   | Honduras                                                                | Qual. Mondiali 2002                                                     | 1                                                                       |                                                                         |
| 16-6-2001                                                               | Port of Spain                                                           | Trinidad e Tobago                                                       | 2 – 4                                                                   | Honduras                                                                | Qual. Mondiali 2002                                                     | -                                                                       |                                                                         |
| 20-6-2001                                                               | San Pedro Sula                                                          | Honduras                                                                | 3 – 1                                                                   | Messico                                                                 | Qual. Mondiali 2002                                                     | -                                                                       |                                                                         |
| 1-7-2001                                                                | Tegucigalpa                                                             | Honduras                                                                | 2 – 3                                                                   | Costa Rica                                                              | Qual. Mondiali 2002                                                     | -                                                                       | 41’                                                                     |
| 16-7-2001                                                               | Medellín                                                                | Honduras                                                                | 2 – 0                                                                   | Bolivia                                                                 | Coppa America 2001 - 1º turno                                           | -                                                                       |                                                                         |
| 19-7-2001                                                               | Medellín                                                                | Honduras                                                                | 1 – 0                                                                   | Uruguay                                                                 | Coppa America 2001 - 1º turno                                           | -                                                                       | 26’                                                                     |
| 23-7-2001                                                               | Manizales                                                               | Brasile                                                                 | 0 – 2                                                                   | Honduras                                                                | Coppa America 2001 - Quarti di finale                                   | -                                                                       |                                                                         |
| 26-7-2001                                                               | Manizales                                                               | Colombia                                                                | 2 – 0                                                                   | Honduras                                                                | Coppa America 2001 - Semifinale                                         | -                                                                       |                                                                         |
| 29-7-2001                                                               | Bogotá                                                                  | Uruguay                                                                 | 2 – 2 dts (4 - 5 dtr)                                                   | Honduras                                                                | Coppa America 2001 - Finale 3º posto                                    | -                                                                       |                                                                         |
| 1-9-2001                                                                | Washington                                                              | Stati Uniti                                                             | 2 – 3                                                                   | Honduras                                                                | Qual. Mondiali 2002                                                     | -                                                                       | 58’                                                                     |
| 7-10-2001                                                               | San Pedro Sula                                                          | Honduras                                                                | 0 – 1                                                                   | Trinidad e Tobago                                                       | Qual. Mondiali 2002                                                     | -                                                                       |                                                                         |
| 11-11-2001                                                              | Città del Messico                                                       | Messico                                                                 | 3 – 0                                                                   | Honduras                                                                | Qual. Mondiali 2002                                                     | -                                                                       | 68’                                                                     |
| 12-2-2002                                                               | Hong Kong                                                               | Honduras                                                                | 5 – 1                                                                   | Slovenia                                                                | Lunar New Year Cup 2002 - Semifinale                                    | -                                                                       | 53’ 68’                                                                 |
| 15-2-2002                                                               | Hong Kong                                                               | Hong Kong League XI                                                     | 0 – 1                                                                   | Honduras                                                                | Lunar New Year Cup 2002 - Finale                                        | -                                                                       |                                                                         |
| 2-5-2002                                                                | Kōbe                                                                    | Giappone                                                                | 3 – 3                                                                   | Honduras                                                                | Kirin Cup 2002                                                          | -                                                                       | 16’                                                                     |
| 20-11-2002                                                              | San Pedro Sula                                                          | Honduras                                                                | 1 – 0                                                                   | Colombia                                                                | Amichevole                                                              | -                                                                       | 82’                                                                     |
| 7-6-2003                                                                | Miami                                                                   | Venezuela                                                               | 2 – 1                                                                   | Honduras                                                                | Amichevole                                                              | -                                                                       | 60’                                                                     |
| 12-6-2003                                                               | San Pedro Sula                                                          | Honduras                                                                | 1 – 2                                                                   | Cile                                                                    | Amichevole                                                              | -                                                                       |                                                                         |
| 17-11-2003                                                              | Houston                                                                 | Honduras                                                                | 1 – 2                                                                   | Finlandia                                                               | Amichevole                                                              | -                                                                       | Uscita                                                                  |
| 12-7-2005                                                               | Miami                                                                   | Honduras                                                                | 1 – 0                                                                   | Panama                                                                  | Gold Cup 2005 - 1º turno                                                | 1                                                                       |                                                                         |
| 16-7-2005                                                               | Foxborough                                                              | Honduras                                                                | 3 – 2                                                                   | Costa Rica                                                              | Gold Cup 2005 - Quarti di finale                                        | -                                                                       | 76’                                                                     |
| 21-7-2005                                                               | East Rutherford                                                         | Honduras                                                                | 1 – 2                                                                   | Stati Uniti                                                             | Gold Cup 2005 - Semifinale                                              | -                                                                       | 44’                                                                     |
| 7-9-2005                                                                | Rifu                                                                    | Giappone                                                                | 5 – 4                                                                   | Honduras                                                                | Amichevole                                                              | -                                                                       | 55’                                                                     |
| 26-1-2006                                                               | Guayaquil                                                               | Ecuador                                                                 | 1 – 0                                                                   | Honduras                                                                | Amichevole                                                              | -                                                                       | 77’                                                                     |
| 12-2-2006                                                               | Canton                                                                  | Cina                                                                    | 0 – 1                                                                   | Honduras                                                                | Amichevole                                                              | -                                                                       |                                                                         |
| 24-3-2007                                                               | Fort Lauderdale                                                         | El Salvador                                                             | 0 – 2                                                                   | Honduras                                                                | Amichevole                                                              | -                                                                       |                                                                         |
| 2-6-2007                                                                | San Pedro Sula                                                          | Honduras                                                                | 3 – 1                                                                   | Trinidad e Tobago                                                       | Amichevole                                                              | -                                                                       | 46’                                                                     |
| 8-6-2007                                                                | East Rutherford                                                         | Panama                                                                  | 3 – 2                                                                   | Honduras                                                                | Gold Cup 2007 - 1º turno                                                | -                                                                       |                                                                         |
| 10-6-2007                                                               | East Rutherford                                                         | Honduras                                                                | 2 – 1                                                                   | Messico                                                                 | Gold Cup 2007 - 1º turno                                                | -                                                                       |                                                                         |
| 13-6-2007                                                               | Houston                                                                 | Cuba                                                                    | 0 – 5                                                                   | Honduras                                                                | Gold Cup 2007 - 1º turno                                                | -                                                                       |                                                                         |
| 17-6-2007                                                               | Houston                                                                 | Honduras                                                                | 1 – 2                                                                   | Guadalupa                                                               | Gold Cup 2007 - Quarti di finale                                        | -                                                                       |                                                                         |
| 28-3-2009                                                               | Port of Spain                                                           | Trinidad e Tobago                                                       | 1 – 1                                                                   | Honduras                                                                | Qual. Mondiali 2010                                                     | -                                                                       |                                                                         |
| Totale                                                                  |                                                                         | Presenze                                                                | 72                                                                      |                                                                         | Reti                                                                    | 11                                                                      |                                                                         |

| Cronologia completa delle presenze e delle reti in nazionale ― Honduras olimpica | Cronologia completa delle presenze e delle reti in nazionale ― Honduras olimpica | Cronologia completa delle presenze e delle reti in nazionale ― Honduras olimpica | Cronologia completa delle presenze e delle reti in nazionale ― Honduras olimpica | Cronologia completa delle presenze e delle reti in nazionale ― Honduras olimpica | Cronologia completa delle presenze e delle reti in nazionale ― Honduras olimpica | Cronologia completa delle presenze e delle reti in nazionale ― Honduras olimpica | Cronologia completa delle presenze e delle reti in nazionale ― Honduras olimpica |
| Data                                                                             | Città                                                                            | In casa                                                                          | Risultato                                                                        | Ospiti                                                                           | Competizione                                                                     | Reti                                                                             | Note                                                                             |
| -------------------------------------------------------------------------------- | -------------------------------------------------------------------------------- | -------------------------------------------------------------------------------- | -------------------------------------------------------------------------------- | -------------------------------------------------------------------------------- | -------------------------------------------------------------------------------- | -------------------------------------------------------------------------------- | -------------------------------------------------------------------------------- |
| 7-8-2008                                                                         | Qinhuangdao                                                                      | Honduras olimpica                                                                | 0 – 3                                                                            | Italia olimpica                                                                  | Olimpiadi 2008 - 1º turno                                                        | -                                                                                |                                                                                  |
| 10-8-2008                                                                        | Qinhuangdao                                                                      | Camerun olimpica                                                                 | 1 – 0                                                                            | Honduras olimpica                                                                | Olimpiadi 2008 - 1º turno                                                        | -                                                                                |                                                                                  |
| 13-8-2008                                                                        | Shanghai                                                                         | Corea del Sud olimpica                                                           | 1 – 0                                                                            | Honduras olimpica                                                                | Olimpiadi 2008 - 1º turno                                                        | -                                                                                |                                                                                  |
| Totale                                                                           |                                                                                  | Presenze                                                                         | 3                                                                                |                                                                                  | Reti                                                                             | 0                                                                                |                                                                                  |

## Nazionale
Ha partecipato ai Giochi olimpici del 2008 a Pechino con la nazionale olimpica dell'Honduras.

## Palmares
- Campionato honduregno: 4

Olimpia: 1995-96, 1996-97, 1998-99, Apertura 2001
- Campionato cinese: 1

Changchun Yatai: 2007